# Tournoi de tennis de Contrexéville
Le Tournoi de tennis de Contrexéville, appelé depuis 2015 Grand Est Open 88, est un tournoi international de tennis qui a vu le jour à Contrexéville (Vosges) en 1994.

## Historique
Ce tournoi fut considéré, jusqu'en 2000, comme le plus grand tournoi masculin de l'Est de la France. Il réunissait une partie des meilleurs joueurs mondiaux, et pratiquement tous les joueurs français, notamment Sébastien Grosjean, Arnaud Clément, Nicolas Escudé, Fabrice Santoro ou Paul-Henri Mathieu.
En 2001, le tournoi est écarté pour privilégier l'organisation accordée par la FFT à l'association Open 88 de la rencontre France-Italie comptant pour les quarts de finale de la Fed Cup. La rencontre voit la France s'imposer sur le score de 4 à 1.
Délocalisé pendant quatre ans à Vittel à la suite des inondations de 2002, le tournoi revient en 2007 sur son site de prédilection à Contrexéville, en devenant un tournoi féminin doté de 50 000 $ en primes. Il est positionné chaque année durant la troisième semaine de juillet afin d'attirer le plus grand nombre de spectateurs. L'entrée est gratuite durant toute la semaine du tournoi.
Véronique Perussault est la directrice du tournoi depuis 1999. En 2014, le tournoi augmente sa dotation et passe à 100 000 dollars, il devient le « Lorraine Open 88 » et se positionne comme le 3e tournoi français féminin sur terre battue extérieure. Il se déroule du 30 juin au 6 juillet 2014. Continuant sa progression, le tournoi change de nom et devient en 2015 le « Grand Est Open 88 » toujours avec 100 000 dollars de dotation.
En 2022, le tournoi féminin a postulé pour une place dans le calendrier de la WTA. Il a été accepté par l'instance dirigeante du tennis féminin et rejoint ainsi la catégorie des tournois WTA 125.

## Palmarès messieurs

### Simple à Contrexéville
- 1994 :  Jean-Philippe Fleurian
- 1995 :  Marcelo Ríos
- 1996 :  Christian Ruud
- 1997 :  Julián Alonso
- 1998 :  Younès El Aynaoui
- 1999 :  Ronald Agenor
- 2000 :  Vincenzo Santopadre

## Palmarès dames

### Simple
| No      | Date       | Nom et lieu du tournoi                              | Catégorie                                           | Dotation                                            | Surface                                             | Vainqueure                                          | Finaliste                                           | Score                                               |                                                     |
| ------- | ---------- | --------------------------------------------------- | --------------------------------------------------- | --------------------------------------------------- | --------------------------------------------------- | --------------------------------------------------- | --------------------------------------------------- | --------------------------------------------------- | --------------------------------------------------- |
| (I)     | 2003       | Grand Est Open 88, Vittel                           | ITF                                                 | 50 000 $                                            | Terre (ext.)                                        | Eva Birnerová                                       | Tatiana Poutchek                                    | 6-4, 6-4                                            |                                                     |
| (II)    | 2004       | Grand Est Open 88, Vittel                           | ITF                                                 | 50 000 $                                            | Terre (ext.)                                        | Nuria Llagostera Vives                              | Lioubomira Batcheva                                 | 6-2, 6-4                                            |                                                     |
| (III)   | 2005       | Grand Est Open 88, Vittel                           | ITF                                                 | 50 000 $                                            | Terre (ext.)                                        | Hanna Nooni                                         | Mathilde Johansson                                  | 6-2, 6-2                                            |                                                     |
| (IV)    | 2006       | Grand Est Open 88, Vittel                           | ITF                                                 | 50 000 $                                            | Terre (ext.)                                        | Jarmila Gajdošová                                   | Olivia Sanchez                                      | 6-4, 6-0                                            |                                                     |
| (V)     | 2007       | Grand Est Open 88, Contrexéville                    | ITF                                                 | 50 000 $                                            | Terre (ext.)                                        | Andrea Petkovic                                     | Ksenia Milevskaya                                   | 6-2, 6-0                                            |                                                     |
| (VI)    | 2008       | Grand Est Open 88, Contrexéville                    | ITF                                                 | 50 000 $                                            | Terre (ext.)                                        | Ioana Raluca Olaru                                  | Stéphanie Foretz                                    | 6-4, 6-2                                            |                                                     |
| (VII)   | 2009       | Grand Est Open 88, Contrexéville                    | ITF                                                 | 50 000 $                                            | Terre (ext.)                                        | Ekaterina Bychkova                                  | Kathrin Wörle                                       | 6-4, 6-4                                            |                                                     |
| (VIII)  | 2010       | Grand Est Open 88, Contrexéville                    | ITF                                                 | 50 000 $                                            | Terre (ext.)                                        | Jelena Dokić                                        | Olivia Sanchez                                      | 4-6, 6-3, 6-1                                       |                                                     |
| (IX)    | 2011       | Grand Est Open 88, Contrexéville                    | ITF                                                 | 50 000 $                                            | Terre (ext.)                                        | Iryna Brémond                                       | Stéphanie Foretz                                    | 6-4, 61-7, 6-2                                      |                                                     |
| (X)     | 2012       | Grand Est Open 88, Contrexéville                    | ITF                                                 | 50 000 $                                            | Terre (ext.)                                        | Aravane Rezaï                                       | Yvonne Meusburger                                   | 6-3, 2-6, 6-3                                       |                                                     |
| (XI)    | 2013       | Grand Est Open 88, Contrexéville                    | ITF                                                 | 50 000 $                                            | Terre (ext.)                                        | Timea Bacsinszky                                    | Beatriz García Vidagany                             | 6-1, 6-1                                            |                                                     |
| (XII)   | 2014       | Grand Est Open 88, Contrexéville                    | ITF                                                 | 100 000 $                                           | Terre (ext.)                                        | Irina-Camelia Begu                                  | Kaia Kanepi                                         | 6-3, 6-4                                            |                                                     |
| (XIII)  | 2015       | Grand Est Open 88, Contrexéville                    | ITF                                                 | 100 000 $                                           | Terre (ext.)                                        | Alexandra Dulgheru                                  | Yulia Putintseva                                    | 6-3, 1-6, 7-5                                       |                                                     |
| (XIV)   | 2016       | Grand Est Open 88, Contrexéville                    | ITF                                                 | 100 000 $                                           | Terre (ext.)                                        | Pauline Parmentier                                  | Océane Dodin                                        | 6-1, 6-1                                            |                                                     |
| (XV)    | 2017       | Grand Est Open 88, Contrexéville                    | ITF                                                 | 100 000 $                                           | Terre (ext.)                                        | Johanna Larsson                                     | Tatjana Maria                                       | 6-1, 6-4                                            |                                                     |
| (XVI)   | 2018       | Grand Est Open 88, Contrexéville                    | ITF                                                 | 100 000 $                                           | Terre (ext.)                                        | Stefanie Vögele                                     | Sara Sorribes Tormo                                 | 6-4, 6-2                                            |                                                     |
| (XVII)  | 2019       | Grand Est Open 88, Contrexéville                    | ITF                                                 | 100 000 $                                           | Terre (ext.)                                        | Katarina Zavatska                                   | Ulrikke Eikeri                                      | 6-4, 6-4                                            |                                                     |
|         | 2020       | Tournoi annulé en raison de la pandémie de Covid-19 | Tournoi annulé en raison de la pandémie de Covid-19 | Tournoi annulé en raison de la pandémie de Covid-19 | Tournoi annulé en raison de la pandémie de Covid-19 | Tournoi annulé en raison de la pandémie de Covid-19 | Tournoi annulé en raison de la pandémie de Covid-19 | Tournoi annulé en raison de la pandémie de Covid-19 | Tournoi annulé en raison de la pandémie de Covid-19 |
| (XVIII) | 2021       | Grand Est Open 88, Contrexéville                    | ITF                                                 | 100 000 $                                           | Terre (ext.)                                        | Anhelina Kalinina                                   | Dalma Gálfi                                         | 6-2, 6-2                                            |                                                     |
| 1       | 04-07-2022 | Grand Est Open 88, Contrexéville                    | WTA 125                                             | 115 000 $                                           | Terre (ext.)                                        | Sara Errani                                         | Dalma Gálfi                                         | 6-4, 1-6, 7-64                                      | Tableau                                             |
| 2       | 10-07-2023 | Grand Est Open 88, Contrexéville                    | WTA 125                                             | 115 000 $                                           | Terre (ext.)                                        | Arantxa Rus                                         | Anastasia Pavlyuchenkova                            | 6-3, 6-3                                            | Tableau                                             |
| 3       | 08-07-2024 | Grand Est Open 88, Contrexéville                    | WTA 125                                             | 115 000 $                                           | Terre (ext.)                                        | Lucia Bronzetti                                     | Mayar Sherif                                        | 6-4, 64-7, 7-5                                      | Tableau                                             |
| 4       | 07-07-2025 | Grand Est Open 88, Contrexéville                    | WTA 125                                             | 115 000 $                                           | Terre (ext.)                                        | Francesca Jones                                     | Elsa Jacquemot                                      | 6-4, 7-62                                           | Tableau                                             |

### Double
| No      | Date       | Nom et lieu du tournoi                              | Catégorie                                           | Dotation                                            | Surface                                             | Vainqueures                                         | Finalistes                                          | Score                                               |                                                     |
| ------- | ---------- | --------------------------------------------------- | --------------------------------------------------- | --------------------------------------------------- | --------------------------------------------------- | --------------------------------------------------- | --------------------------------------------------- | --------------------------------------------------- | --------------------------------------------------- |
| (I)     | 2003       | Grand Est Open 88 Vittel                            | ITF                                                 | 50 000 $                                            | Terre (ext.)                                        | Yuliya Beygelzimer Tatiana Poutchek                 | Anais Laurendon Barbora Strýcová                    | 6-1, 4-6, 6-4                                       |                                                     |
| (II)    | 2004       | Grand Est Open 88 Vittel                            | ITF                                                 | 50 000 $                                            | Terre (ext.)                                        | Maria Goloviznina Maria Wolfbrandt                  | Gulnara Fattakhetdinova Elena Vesnina               | 6-4, 7-5                                            |                                                     |
| (III)   | 2005       | Grand Est Open 88 Vittel                            | ITF                                                 | 50 000 $                                            | Terre (ext.)                                        | Hana Šromová Renata Voráčová                        | Lenka Tvarošková Kathrin Wörle-Scheller             | 6-4, 4-6, 6-3                                       |                                                     |
| (IV)    | 2006       | Grand Est Open 88 Vittel                            | ITF                                                 | 50 000 $                                            | Terre (ext.)                                        | Yuliya Beygelzimer Ágnes Szávay                     | Jarmila Gajdošová Trudi Musgrave                    | 6-1, 1-6, 7-5                                       |                                                     |
| (V)     | 2007       | Grand Est Open 88 Contrexéville                     | ITF                                                 | 50 000 $                                            | Terre (ext.)                                        | Renata Voráčová Barbora Strýcová                    | Ekaterina Dzehalevich Ksenia Milevskaya             | 6–2, 6–2                                            |                                                     |
| (VI)    | 2008       | Grand Est Open 88 Contrexéville                     | ITF                                                 | 50 000 $                                            | Terre (ext.)                                        | Stéphanie Foretz Aurélie Védy                       | Erica Krauth Hanna Nooni                            | 6–4, 6–4                                            |                                                     |
| (VII)   | 2009       | Grand Est Open 88 Contrexéville                     | ITF                                                 | 50 000 $                                            | Terre (ext.)                                        | Yvonne Meusburger Kathrin Wörle                     | Stéphanie Cohen-Aloro Pauline Parmentier            | 6–2, 6–2                                            |                                                     |
| (VIII)  | 2010       | Grand Est Open 88 Contrexéville                     | ITF                                                 | 50 000 $                                            | Terre (ext.)                                        | Nina Bratchikova Ekaterina Ivanova                  | Jelena Dokić Sharon Fichman                         | 4–6, 6–4, [10–3]                                    |                                                     |
| (IX)    | 2011       | Grand Est Open 88 Contrexéville                     | ITF                                                 | 50 000 $                                            | Terre (ext.)                                        | Valentyna Ivakhnenko Kateryna Kozlova               | Erika Sema Roxane Vaisemberg                        | 2–6, 7–5, [12–10]                                   |                                                     |
| (X)     | 2012       | Grand Est Open 88 Contrexéville                     | ITF                                                 | 50 000 $                                            | Terre (ext.)                                        | Yuliya Beygelzimer Renata Voráčová                  | Tereza Mrdeža Silvia Njirić                         | 6–1, 6–1                                            |                                                     |
| (XI)    | 2013       | Grand Est Open 88 Contrexéville                     | ITF                                                 | 50 000 $                                            | Terre (ext.)                                        | Vanesa Furlanetto Amandine Hesse                    | Ana Konjuh Silvia Njirić                            | 7–63, 6–4                                           |                                                     |
| (XII)   | 2014       | Grand Est Open 88 Contrexéville                     | ITF                                                 | 100 000 $                                           | Terre (ext.)                                        | Alexandra Panova Laura Thorpe                       | Irina-Camelia Begu María Irigoyen                   | 6–3, 4–0ab                                          |                                                     |
| (XIII)  | 2015       | Grand Est Open 88 Contrexéville                     | ITF                                                 | 100 000 $                                           | Terre (ext.)                                        | Oksana Kalashnikova Danka Kovinić                   | Irina Ramialison Constance Sibille                  | 2–6, 6–3, [10–6]                                    |                                                     |
| (XIV)   | 2016       | Grand Est Open 88 Contrexéville                     | ITF                                                 | 100 000 $                                           | Terre (ext.)                                        | Cindy Burger Laura Pous Tió                         | Nicole Melichar Renata Voráčová                     | 6–1, 6–3                                            |                                                     |
| (XV)    | 2017       | Grand Est Open 88 Contrexéville                     | ITF                                                 | 100 000 $                                           | Terre (ext.)                                        | Anastasiya Komardina Elitsa Kostova                 | Manon Arcangioli Sara Cakarevic                     | 6–3, 6–4                                            |                                                     |
| (XVI)   | 2018       | Grand Est Open 88 Contrexéville                     | ITF                                                 | 100 000 $                                           | Terre (ext.)                                        | An-Sophie Mestach Zheng Saisai                      | Prarthana Thombare Eva Wacanno                      | 3–6, 6–2, [10–7]                                    |                                                     |
| (XVII)  | 2019       | Grand Est Open 88 Contrexéville                     | ITF                                                 | 100 000 $                                           | Terre (ext.)                                        | Georgina García Pérez Oksana Kalashnikova           | Anna Danilina Eva Wacanno                           | 6–3, 6–3                                            |                                                     |
|         | 2020       | Tournoi annulé en raison de la pandémie de Covid-19 | Tournoi annulé en raison de la pandémie de Covid-19 | Tournoi annulé en raison de la pandémie de Covid-19 | Tournoi annulé en raison de la pandémie de Covid-19 | Tournoi annulé en raison de la pandémie de Covid-19 | Tournoi annulé en raison de la pandémie de Covid-19 | Tournoi annulé en raison de la pandémie de Covid-19 | Tournoi annulé en raison de la pandémie de Covid-19 |
| (XVIII) | 2021       | Grand Est Open 88 Contrexéville                     | ITF                                                 | 100 000 $                                           | Terre (ext.)                                        | Anna Danilina Ulrikke Eikeri                        | Dalma Gálfi Kimberley Zimmermann                    | 6–0, 1–6, [10–4]                                    |                                                     |
| 1       | 04-07-2022 | Grand Est Open 88 Contrexéville                     | WTA 125                                             | 115 000 $                                           | Terre (ext.)                                        | Ulrikke Eikeri Tereza Mihalikova                    | Han Xinyun Alexandra Panova                         | 7-68, 6-2                                           | Tableau                                             |
| 2       | 10-07-2023 | Grand Est Open 88 Contrexéville                     | WTA 125                                             | 115 000 $                                           | Terre (ext.)                                        | Cristina Bucșa Alena Fomina                         | Amina Anshba Anastasia Dețiuc                       | 4-6, 6-3, 10-7                                      | Tableau                                             |
| 3       | 08-07-2024 | Grand Est Open 88 Contrexéville                     | WTA 125                                             | 115 000 $                                           | Terre (ext.)                                        | Oksana Kalashnikova Iryna Shymanovich               | Wu Fang-hsien Zhang Shuai                           | 5-7, 6-3, [10-7]                                    | Tableau                                             |
| 4       | 07-07-2025 | Grand Est Open 88 Contrexéville                     | WTA 125                                             | 115 000 $                                           | Terre (ext.)                                        | Quinn Gleason Ingrid Gamarra Martins                | Emily Appleton Isabelle Haverlag                    | 6-1, 7-64                                           | Tableau                                             |